# Hi Hi Puffy AmiYumi (série animada)
Hi Hi Puffy AmiYumi (ハイ！ハイ！パフィー・アミユミ, Hai! Hai! Pafī AmiYumi) é um desenho animado norte-americano criado pelo Cartoon Network em parceria com a TV Tokyo e Renegade Animation, baseado na banda Puffy AmiYumi, e criado por Sam Register em 2004. A série foi exibida originalmente no dia 19 de novembro de 2004 pelo Cartoon Network, O show gira em torno das personagens Ami e Yumi – as versões animadas de Ami Onuki e Yumi Yoshimura, que também aparecem no show, durante o início – que estão viajando para fazer shows em seu ônibus, juntamente com seu produtor musical Kaz.[carece de fontes?]
A série obteve grande popularidade junto ao público, que de acordo com o produtor, o público-alvo da série são crianças de 6 a 16 anos, embora seja vista por pessoas de fora dessa faixa etária, muitos fãs do grupo mencionado, Puffy AmiYumi. Junto com a série, foi lançado um CD, com todas as músicas que faziam parte dos episódios pela Sony.
No Brasil, a série estreou no dia 29 de abril de 2005 pelo Cartoon Network, no horário das 19h00. No ano seguinte, a série estreou em 10 de abril pelo SBT com uma grande divulgação, com os comerciais do desenho sendo exibidos durante toda a programação e com grande destaque para a capa do site oficial da empresa. O programa conseguiu vencer a audiência dos jogos da Copa do Mundo de Futebol exibidos pela Rede Globo no mesmo horário, e Rede Record, conseguindo facilmente 7 pontos de média. No entanto, devido aos ataques de facções criminosas em São Paulo, o programa acabou perdendo a liderança em alguns momentos. Alguns anos mais tarde, a série animada entrou para a programação do Tooncast, onde foi exibido até janeiro de 2018, e depois voltou em 2019. Em Portugal, a série já foi exibida pela RTP2 de 2006 a 2007, dentro do bloco Zig Zag.

## História

### 1ª temporada
Na primeira temporada, somos apresentados a Ami, uma garota doce, que sempre vê algo de bom em todas as situações, e Yumi, uma garota roqueira, energética e que sempre faz tudo sem pensar. Elas são parte da banda japonesa Puffy AmiYumi, que anda pelo mundo em turnê com seu ônibus. No primeiro episódio, somos apresentados a Harmonia, a maior fã da banda. Ela segue as meninas por todos os cantos que elas vão, o que acaba se tornando chato em muitas ocasiões. Em outros episódios, Ami se mostra obcecada por coleção. Quando ela não consegue algo, acaba tentando de todas as formas, inclusive tentando roubar nas lojas. Em outro episódio, Yumi se torna uma ninja, e decide abandonar o grupo, mais acaba retornando devido a sua amizade com Ami. Na série, também existe o empresário das meninas, o Kaz, que quase sempre é atormentado pelos gatos Jang-Keng e Tekirai, bichos de estimação de Ami e Yumi.
Nesta temporada, Kaz demonstra que tenta de tudo para conseguir dinheiro, até algumas vezes substituindo as meninas por versões bebês ou robôs.  Uma situação que aconteceu similar com Yumi, também acontece com Ami. Ela se torna obcecada por baquetas, e acaba se tornado ruim, no entanto, Yumi e Kaz conseguem deter ela, antes que seja tarde demais. Também existe uma paródia ao jogo de cartas Yu-Gi-Oh!, em um dos episódios desta temporada, em que Chad, desafia as meninas a jogarem umas contra as outras, um jogo chamado Stu-Pi-Doh!, quem vence a competição, ficaria com Chad, mais as meninas decidem optar pela amizade.
Mais tarde, o antigo professor de canto de Yumi, hipnotiza ela, fazendo ela voltar a cantar opera (algo que aparentemente ela fazia no passado). No entanto, Ami consegue deter o professor no final do episódio. Elas também demonstram gostar de surf nesta temporada. Yumi é revelado para ter algumas doenças e alergias nesta temporada.

### 2ª temporada
Nesta temporada, é notável o crescimento de Ami e Yumi em comparação com a temporada anterior. Embora isso nunca tivesse sido dito na temporada anterior, no primeiro episódio, Yumi demonstra odiar rosa, cor favorita de Ami. Em um certo momento, Ami pinta o quarto de sua cor favorita, o que deixa Yumi irritada, pois ela divide o quarto com Ami. Também é demonstrada uma relação familiar entre Ami, Yumi e Kaz, quando é dito que ele foi para o hospital. Yumi também aparenta ter um grande apetite nesta temporada, algo que foi pouco demonstrado na temporada anterior. Os shows também diminuiram consequentemente, retirando mais a participação das verdadeiras Ami e Yumi. Ami é obecada por limpeza, algo que é mostrado mais claramente nesta temporada, no entanto, isso irrita tanto Yumi quanto Kaz, já que Ami sempre quer ver tudo o mais limpo possível. A personagem Harmonia retorna nesta temporada, comprando o diário secreto de Ami, que foi leiloado por Kaz. Em alguns momentos, Ami e Yumi discutem por coisas bobas, como Ami discutindo por que Yumi pega suas coisas sem permissão ou Yumi mexe no relógio de Ami. Yumi também se vicia em vídeo-games, algo que Ami tenta eliminar dela, indo para a selva, respirar ar fresco. Elas também são presas em um certo episódio por causa dos erros cometidos por Kaz.
Embora isso nunca tivesse sido mostrado antes, nesta temporada, Kaz se torna compulsivo por estar cada vez mais careca, o que irrita as meninas de certo modo. Yumi também é revelado ser péssima em esportes, algo que mais uma vez, Ami tenta reverter. O personagem Chad também retorna nesta temporada, com uma namorada chamada Janice, algo que causa ciúmes entre Ami e Yumi. Kaz compra também um cão para ele, e os gatos se tornam mais bagunçeiros.

### 3ª temporada
Esta temporada conteve menos episódios do que as outras temporadas, isso deve ao fato de que o show acabou sendo cancelado. Inicialmente, Yumi aprende artes marciais para tentar comprar uma guitarra nova, sendo essa uma das poucas vezes em que ela praticou algum esporte. Yumi também é escolhida para ser uma estrela de cinema no segundo episódio, e Ami vira sua dublê. Em outro momento, uma foto embaraçosa de Ami vai parar no jornal, o que causa grandes confusões para todos. Em outro momento, Kaz encontra um mangá, e acaba sendo torturado pelas próprias personagens do livro. Harmonia retorna novamente nesta temporada, sendo a única personagem secundária a aparecer em todas as temporadas. Elas também participam de um sitcom, achando que seria uma boa ideia, pois renderia boas críticas, mais na verdade acaba se tornando ruim para a banda. Também somos apresentados a avó de Ami, que não sabe que elas são roqueiras, o que faz ter que esconder isso da própria avó. Elas também lutam contra uma gangue de motoqueiros em um certo momento e também acabam tendo problemas com um mimico em outro episódio. Nesta temporada, Kaz tenta se tornar um lutador de sumô. Em outro ponto, Yumi acidentalmente fere a Fada do Dente.
Em um certo ponto, Yumi é enviada para um universo alternativo, aonde todos são ruins e odeiam ela. Nesta temporada também somos apresentados a Julie, ex-integrante da banda, que quer se vingar de Ami por ela ter ficado em seu lugar. Harmonia também faz uma participação no último episódio.

## Conceito
O desenho animado foi o único no momento inteiramente produzido nos Estados Unidos. Ele usou uma combinação de Macromedia Flash e animação tradicional. Cada programa tinha 30 minutos de duração (com comerciais) e contou com três minutos de apresentação da dupla PUFFY.
Durante a primeira temporada, o show incluiu clipes curtos das reais Ami e Yumi, fazendo comentários infantis (em inglês e não legendados em japonês) no início e no final de cada episódio. Elas realizavam apenas clipes curtos no início do show durante a segunda e terceira temporada. Começando com a segunda temporada, a dupla foi mostrada às vezes segurando cartões de título que introduzem os episódios da série animada. No final do episódio "A Novela da Yumi", Ami e Yumi assistem a TV e vêem o Kaz animado com Ami Yumi verdadeiras.
A banda PUFFY executa a canção tema do desenho animado (que também ganhou versões em japonês, alemão, espanhol e português nas respectivas regiões), e muitas músicas da dupla foram tocadas ao fundo dos episódios, junto com músicas de Puerto Rico, musa de Andy Sturmer.
A versão animada de Puffy AmiYumi viaja em todo o mundo em seu ônibus de turnê. Por fora, o ônibus parece ter um tamanho comum, no entanto, parece ter espaço interno suficiente para abrigar 'quartos', uma sala, seus equipamentos, e televisores e computadores, entre outras coisas. No episódio "Domo", Kaz Refere-se a uma área no andar de cima. Também parece capaz de correr como um carro de piloto automático, como Kaz, Ami e Yumi são por vezes vistas sentadas no fundo do ônibus durante a viagem. Ocasionalmente, a porta traseira foi aberta para receber os pacotes entregues por um menino em uma scooter.
Embora os personagens falem Inglés, o roteiro intercala seu vernáculo com a fala japonês, especialmente quando os personagens reagem a eventos que eles acham surpreendentes, falando "Tasukete!" em vez de "Help!". Durante a produção da série, DeLisle aprendeu um pouco de japonês.

## Produção

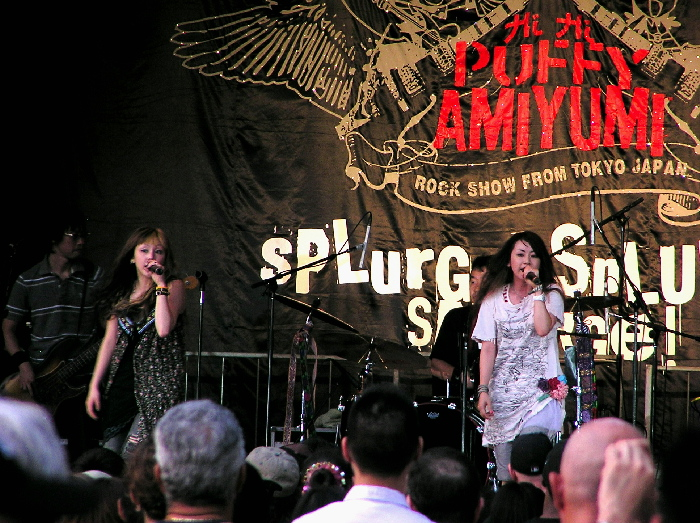
Puffy AmiYumi em apresentação no World Financial Center Plaza em 2006

Originalmente, no ano de 2002, Sam Register, criador da série, havia visto um clipe da banda PUFFY em um canal, e embora não soubesse o nome delas, se interessou pelo estilo musical da banda. Logo depois, quando ele se mudou para Los Angeles, ele ouviu em uma rádio, um programa que falava sobre a banda e também sobre a Sony Music, o que gerou mais interesse do mesmo. Na entrevista elas falavam sobre o seu último álbum lançado nos Estados Unidos, o An Illustrated History.
Depois disto, Sam Register conheceu Ami Onuki e Yumi Yoshimura na Sony, aonde apresentou a ideia do show para as garotas. Neste mesmo tempo, Sam estava desenvolvendo um novo show chamado Os Jovens Titãs. Aproveitando o fato de que estava a procura de um tema de abertura para esta nova série, Sam sugestivou que a banda poderia fazer isto, já que Os Jovens Titãs tinha temas ligados a animação japonesa. Logo depois deste acontecimento, Sam Register começou a planejar Hi Hi Puffy AmiYumi, tendo a música tema de Os Jovens Titãs como base principal para a música tema do show.
Depois de algum tempo, Register apresentou um piloto para o Cartoon Network, que aprovou o projeto, criando mais episódios. Isso envolveu um novo conceito de animação em geral, de usar pessoas reais como base para criar uma série animada totalmente nova. O envolvimento com música também teve grande influência para que o projeto desse certo. No entanto, o projeto não pode ser citado como uma novidade na TV, já que séries como A Família Dó-Ré-Mi e The Monkeys usaram algo similar.
A série inclui as músicas da banda real, que são um sucesso de toda a carreira da banda, com quase uma década em execução e cenas em live-action da mesma. A direção ficou por conta de Darrel Van Citters, que já tem um currículo extenso em animações. A equipe de roteiristas inclui Adam Beechen, que também trabalhou em Os Jovens Titãs, X-Men Evolution e outras séries animadas.

## Personagens

### Personagens principais
- Ami Onuki (/ˈɑːmiː/) (Dublada por Janice Kawaye): a mais velha da dupla é retratada como uma garota otimista e bonita com cabelos e olhos rosa. Ela favorece o pop chiclete e usa um vestido de 1960, também ostenta uma flor no cabelo e botas brancas na altura do joelho. Como é otimista, Ami sempre olha o lado positivo das coisas e encontra uma solução para cada situação (sendo dois anos mais velha e mais madura). A cor favorita dela é rosa.
- Yumi Yoshimura (/ˈjuːmiː/) (Dublada por Grey DeLisle): a mais nova da dupla, é descrita como uma roqueira punk cínica, sarcástica e com cabelo lavanda e olhos azuis. Ela se veste com um estilo heavy metal/grunge/gótico, com colares e pulseiras de caveira, uma camiseta roxa com uma caveira que tem as mesmas expressões faciais que ela faz e parece ter uma mente própria, uma minissaia preta, tem uma bicicleta roxa, e botas pretas de exército. Por ser jovem, Yumi é mais impetuosa que Ami e se precipita a tomar decisões antes de pensar. No entanto, Yumi tem um lado maduro, também, e às vezes consegue dominar alguns atos infantis de Ami. Sua cor é roxa.
- Kaz Harada (Dublado por: Keone Young): é o empresário bem-intencionado de Ami e Yumi, que só quer saber de dinheiro, cujos êxitos são normalmente compensados pelas suas decisões tolas. Ele também é um grande fã de luta de sumô, como é visto no episódio "Sumo Kaz".
- Jang-Keng (Dublado por: Grey DeLisle), e Tekirai (Dublado por: Janice Kawaye): são os gatos de estimação da Ami e Yumi, respectivamente. Jang Keng (às vezes chamado de "Jengo") é um gato preto e Tekirai ("Teki") é um gato branco macio. As meninas adoram os seus gatos, mas Kaz é uma vítima constante de suas travessuras.
- 'Domo: É o cão do Kaz que aparece a partir da segunda temporada. É igual a ele por conter os mesmos óculos. Ele gosta de comer ração de gato e isso deixa Jang-Keng e Tekirai irritados com ele, que sempre tentam se vingar, mas não conseguem.

### Personagens menores
- Harmonia (Dublada por: Sandy Fox): é a auto-proclamada "Fã Numero 1" das meninas e de Kaz até o final do episódio "Dis-Harmony" e em "Fan Clubes". Ela é uma menina de seis anos de idade que está tão obcecada com a dupla que a segue por todo o mundo. No final de sua primeira aparição, ela se torna obcecada por Kaz, quando ele está cantando e isso se torna uma piada em alguns episódios, com ela aparecendo do nada e dizendo para Kaz que ela é sua fã número 1.
- Eldwin Blair (Dublado por: Nathan Carlson): é um desenvolvedor de Terra Sinistra, e o antagonista nos dois episódios em que ele aparece. Ele normalmente tenta derrubar lugares armados por suas próprias necessidades egoístas.
- Rei Chad (Dublado por: Katie Leigh): é um "bad boy super galã", como certa vez foi descrito por Ami e Yumi. Ele está obcecado com o jogo de cartas Stu-Pi-Doh! (uma paródia de Yu-Gi-Oh!) e pensa muito de si mesmo. Em "Janice Jealous", ele tinha uma namorada chamada Janice que compartilharam seus interesses em vídeo-games e quadrinhos. Fiel ao seu nome, o Rei Chad usa uma capa forrada de peles e coroa de ouro, e se senta em um trono maravilhosamente decorado.
- Muralha é um homem com raciocínio lento contratado por Kaz como guarda-costas. Ele é super-protetor e detona qualquer um com quem Ami e Yumi tenham tentativa de fazer contato. Kaz depois contratou-o para uma festa que ele estava jogando e, mais recentemente, Ami tinha ele como um amigo.
- Domo é o cão de Kaz. Ele se parece muito com seu dono, mesmo com um estilo semelhante de óculos (Kaz é o único que não vê a semelhança). Como Kaz, ele está constantemente em conflito com os gatos, especialmente porque ele gosta de comer sua comida.
- Os Otários Talentosos é um trio de rock composto por vampiros da Transilvânia, que apareceu pela primeira vez no episódio homônimo. Eles voltaram em outros dois episódios. O homem hetero do trio é Vlad, um vampiro alto, que fala com um sotaque da Transilvânia. O segundo membro da banda é um vampiro baixo, Nicolai, que facilmente fica nervoso. (Vlad sempre dá um tapa em Nicolai para ele voltar ao normal).
- Atchan é um personagem que se reuniu com Ami e Yumi no Acampamento Youwannasushi. Ele pensa que é um super-herói. Ele é baseado Vo Atsushi, o vocalista da banda de J-Pop New Rote'ka. Atchan constantemente se refere a si mesmo na terceira pessoa. Depois que ele se declara um herói, muda sua aparência para ficar mais parecido com Kamen Rider. Ele tem uma estrela pintada no olho direito que lembra Paul Stanley.
- Julie é a amiga de Yumi no episódio "Julie AmiYumi", que não foi ao ar nos Estados Unidos. Ela é um ex-membro da banda que tem como cor preferida verde e ela sabe tocar guitarra. Ela trata Yumi gentilmente, mas é sempre ruim com Ami. No episódio, ela tenta tirar Ami e Yumi como vingança por elas terem roubando o estrelato que ela acreditava ser legitimamente seu. Ela não conseguia lembrar o nome de Ami e chamou-lhe de Arthur. No final, quando ela está de pé na chuva, jurou vingança.

## Exibição mundial
Hi Hi Puffy AmiYumi estreou nos Estados Unidos no Cartoon Network em 19 de novembro de 2004. Desde então está sendo apresentada em todo o mundo, o show é dublado em várias línguas e foi ao ar no Cartoon Network no mundo inteiro, bem como na YTV no Canadá. No Japão, o desenho começou a ser exibido em 2005. A versão dublada começou a ser exibida na TV Tokyo dentro do bloco Oha Suta em 6 de outubro de 2005 e começou em 8 de janeiro de 2006 no Cartoon Network. Em 2 de outubro de 2006, o Cartoon Network colocou o show em hiato. No Japão, América Latina, Filipinas, Alemanha e Austrália, todos os trinta e nove episódios produzidos foram televisionados. Até agora, o Cartoon Network não mencionou planos de lançar os episódios finais da série nos Estados Unidos, nem mencionou qualquer apoio externo, com exceção do lançamentos em DVD. Nos websites do Cartoon Network nos Estados Unidos e Reino Unido (excepto os jogos online e produtos na loja on-line) tem retirado qualquer menção ao show, embora o resto do mundo não têm. Na Alemanha, o programa vai ao ar todos os dias, embora tarde da noite, no Cartoon Network Alemanha, com todos os episódios. Depois que o show foi interrompido na exibição para a TV, se tornou muito popular na internet, os episódios foram enviados em vários sites como o YouTube, mas foram retirados. O show é assistido por homens e mulheres. A maioria das mulheres são 11-17 anos de idade. Há mais espectadores do sexo masculino de 14-21, que assistem ao programa pela internet.[carece de fontes?]

## Mídias

### Jogos
No site oficial do Cartoon Network em todo o mundo, existem diversos jogos criados especialmente para a série animada. No jogo Turnê Mundial, o avatar do jogo pode ser tanto Ami quanto Yumi, o jogador faz sua escolha. Andando pelos carros da cidade, a pessoa tem que tentat fugir dos fãs que passam dando saltos até chegar ao show. Em cada fase, o nível vai ficando mais difícil. Em Ninja Rockstar, você joga sendo a Yumi, lutando com diversos adversários. Em Ilha do Tesouro, o jogador usa como avatar mais uma vez Ami e Yumi, tentando conseguir encontrar um tesouro perdido, juntamente com Kaz, que serve como ajudante. No entanto, o jogador tem que conseguir se livrar de cobras e outros animais, que atrapalham o caminho.
Inicialmente, no ano de 2005, foi lançado o jogo Hi Hi Puffy AmiYumi: Kaznapped! para Game Boy Advance. Neste jogo, existem diversos tipos de desafio, as meninas tem que pular para conseguir moedas, ao mesmo tempo enfrentando fãs que tentam agarrar elas, ou até mesmo Harmonia, que aparece em algumas ocasiões. Ami usa seu microfone para poder saltar e Yumi usa sua guitarra para poder deslizar no chão. O jogador pode escolher tanto uma quanto outra durante o jogo. Em Hi Hi Puffy AmiYumi: The Genie & the Amp para Nintendo DS, o jogador também pode escolher entre as duas durante o jogo. São deis períodos diferentes para o jogador escolher, cada um em um local diferente, que realmente existe na vida real. O objetivo do jogo é tentar conseguir notas musicais, resolver quebra-cabeças e outros desafios, para poder terminar a turnê das meninas. Também existiu um jogo chamado Hi Hi Puffy AmiYumi: Happy Fun, Rock Band! lançado para Game Boy Advance, que acabou não chamando tanto a atenção do público.

### Produtos
Hi Hi Puffy AmiYumi foi considerado um sucesso no licenciamento de produtos. No Brasil, ela foi inicialmente apresentada na Warner Bros. Consumer Products, conhecida como "Oscar do Licenciamento", aonde junto com Foster's Home for Imaginary Friends, KND - A Turma do Bairro, e outros desenhos, foi apresentada como uma nova oportunidade de licenciamento para o país. Foram milhares de contratos fechados com a marca durante os anos, que se tornaram rapidamente sucessos de venda em todo o país.
- Mattel: A empresa, responsável por marcas como Barbie e Hot Wheels, foi a responsável pelo lançamento de brinquedos para a marca. Foram lançadas as bonecas Ami and Yumi fashion dolls, com versões das personagens principais que mudavam de humor, e também de roupa, o AmiYumi Tour Bus, o mesmo onibus apresentado na série, com diversos efeitos, além de uma linha de pelúcia.[13]
- Arcor: Houve um lançamento de uma linha de chicles de bola pela empresa. Os chicles vinham acompanhados de figuras adesivas das personagens para os fãs colecionarem.[14]
- Chocolates Garoto: O grupo lançou um ovo de páscoa no ano de 2008 usando a marca, que continha um rádio FM como brinde para as crianças.[15] No ano seguinte, eles lançaram uma nova versão, com um rádio maior que continha fones.
- Lojas Renner: Em um concurso, a partir de R$ 50 em compras, a criança ganhava um DVD do show.[16]
- Tilibra: No ano de 2006, a Tilibra lançou uma linha de cadernos, agendas e fichários da marca. A marca se renovou até o ano de 2007.[17]
- Holly: Foi a responsável pelas bolsas, estojos e lancheiras com a marca Hi Hi Puffy AmiYumi.[18]
- Sundown Bikes: A empresa lançou uma bicicleta com imagens de Ami e Yumi. A bicicleta continha uma garrafa personalizada do desenho.[19]
- Multibrink: As personagens estamparam barracas, jogo de amarelinha e almofadas da empresa, que trabalha produtos deste tipo há quase uma década.[20]
- Multitoys: Ami e Yumi também estamparam os produtos da marca Multitoys. Existiam três linhas basquete, base ball e vôlei, com kits personalizados.[20]
- Puket: A empresa foi uma das primeiras a licenciar produtos com a marca. Ela criou capas de celulares, que foram distribuídos na Texfair de 2006.[21]
- Grendene: A Grendene lançou uma sandália no ano de 2006, usando o nome da série. A campanha da sandália se chamava "Salvem Nossos Ouvidos".
- Mini Schin: Em 2007, a Mini Schin lançou um novo sabor de refrigerante: Uva. Nesse sabor, as personagens do show estavam estampadas na embalagem.[22] Possivelmente, esse é o único produto que ainda deve usar a imagem do desenho até os tempos de hoje.
- TRIS: A empresa lançou uma linha escolar com lápis, canetas, apontadores, lápis de cor, etc.
- OnLine Editora: A empresa lançou uma revista de atividades do desenho no ano de 2007.[23]

### Promoções
Quando a série estreou no Cartoon Network, foi criada uma promoção aonde uma criança teria a chance de conhecer a banda Puffy AmiYumi. Esta mesma promoção foi feita para toda a America Latina. A revista Atrevidinha lançou uma promoção na revista com o nome do desenho, aonde um fã concorreria a um kit com: bandana, camiseta, CD, munhequeiras e transfers. A criança só tinha que responder uma pergunta e as leitoras mais criativas receberiam o prêmio. A rede de TV a cabo STV criou uma promoção aonde um fã concorreria a uma camiseta com estampas do desenho.

## Legado
A série tem sido creditada como a responsável por ligar a cultura japonesa com outros países como os Estados Unidos. Em alguns casos, inclusive, foi dito que a banda "une influências do Japão com os Estados Unidos". Segundo a revista Billboard, o show é o responsável pelo sucesso da música japonesa foram de seu país. A série tem criado uma grande quantidade de fãs em outros países, e isso vem sendo de grande importância desde sua criação. A série também vem aparecendo como de grande popularidade em licenciamentos de produtos diversos. Aparentemente, a banda Puffy AmiYumi vem ganhando uma gama de fãs que não tinha antes do surgimento da série animada, isso obviamente acontece por causa das músicas da banda que são tocadas no show. Os fãs vão de crianças de 6 anos a jovens de 21 anos. A banda também vem sendo comparada aos Beatles devido a sua forma de cantar e de se vestir.